# Baljevac
Baljevac es un pueblo ubicado en el municipio de Bihać, en el cantón de Una-Sana, Bosnia y Herzegovina.

## Superficie
Posee una superficie de 26,34 kilómetros cuadrados.

## Demografía
Hasta 1971 la población era de 10 habitantes.